# Askers och Sköllersta häraders domsaga
Askers och Sköllersta häraders domsaga var en domsaga i Örebro län mellan 1774 och 1784. I perioden före och efter ingick området i Södra Närkes domsaga.
Domsagan lydde under Svea hovrätt.

## Härader
- Sköllersta härad
- Askers härad

## Tingslag
- Askers tingslag
- Sköllersta tingslag

## Häradshövdingar
- 1774–1776 Caspar Gyllenbååt
- 1776–1783 Carl Törneros